# لويس بيريز رودريغيز
لويس بيريز رودريغيز (بالإسبانية: Luis Pérez Rodríguez)‏ ولد بتاريخ 16 يونيو 1974 في توريلاجونا، إسبانيا، هو دراج إسباني سابق في صنف سباق الدراجات على الطريق.

## سجل النتائج

### سباقات أو مراحل فاز بها
- طواف إسبانيا

## روابط خارجية
- لويس بيريز رودريغيز على موقع الاتحاد الدولي للدراجات (الإنجليزية)
- لويس بيريز رودريغيز على موقع أرشيف الدراجات (الإنجليزية)
- لويس بيريز رودريغيز على موقع إحصائيات الدراجات الإحترافية (الإنجليزية)
- لويس بيريز رودريغيز على موقع نسبة الدراجات (الإنجليزية)
- لويس بيريز رودريغيز على موقع CycleBase (الإنجليزية)